# Xã Matthews, Quận Faulkner, Arkansas
Xã Matthews (tiếng Anh: Matthews Township) là một xã thuộc quận Faulkner, tiểu bang Arkansas, Hoa Kỳ. Năm 2010, dân số của xã này là 591 người.